# Artapanos (Satrap)
Artapanos (alternative Schreibweise Artabanos) war ein achämenidischer Satrap in Baktrien unter dem Großkönig Artaxerxes I. Er war nicht mit dem zur selben Zeit lebenden Regenten Artabanos und dem Wesir Artabanos identisch, da er bei Ktesias explizit als „anderer Artapanos“ bezeichnet wird.
Offenbar war Artapanos kurz nach der Machtergreifung des Artaxerxes I. 465 v. Chr. in das Statthalteramt eingesetzt wurden, da in jener Zeit der Prinz Hystaspes dieses Amt innegehabt hatte. Im Jahr 463 v. Chr. rebellierte er gegen Artaxerxes I., wurde von diesem aber in zwei Schlachten geschlagen.